# John Millington Synge
John Millington Synge (16 de abril de 1871 - 24 de marzo de 1909) fue un dramaturgo, poeta, prosista y recopilador de folclore irlandés. Es una figura clave en el Renacimiento Literario Irlandés y uno de los fundadores del Abbey Theatre. Es conocido sobre todo por su obra El playboy del mundo occidental, que causó disturbios en Dublín durante su estreno en el Abbey Theatre.
Aunque provenía de un entorno angloirlandés acomodado de clase media protestante, sus escritos se refieren principalmente a los católicos de clase trabajadora de la Irlanda rural y a lo que él consideraba el paganismo esencial de su visión del mundo. Debido a su mala salud, Synge estudió en casa. Su interés temprano por la música le llevó a obtener una beca y una licenciatura en el Trinity College de Dublín, y en 1893 viajó a Alemania para estudiar música. Abandonó esta carrera en 1894 al trasladarse a París, donde se dedicó a la poesía y la crítica literaria y conoció a Yeats, para regresar después a Irlanda.
Synge padeció la enfermedad de Hodgkin, una forma de cáncer que en aquella época era intratable. Murió unas pocas semanas antes de su 38.º cumpleaños.

## Ambiente familiar y primeros años
Synge nació en Newtown Villas, Rathfarnham, Condado de Dublín. Rathfarnham era en aquella época una parte rural del condado, aunque hoy en día sea un activo suburbio. Era el hijo menor de una familia con ocho hermanos. Su familia, por parte de padre, era aristocracia terrateniente de Glanmore Castle, Condado de Wicklow y su abuelo materno, Robert Traill, había sido rector de la Iglesia de Irlanda en Schull, Condado de Cork y miembro del Comité de Ayuda de Schull durante la época de la Gran hambruna irlandesa.
Su abuelo, John Hatch Synge, era un admirador del docente Johann Heinrich Pestalozzi y fundó una escuela experimental en la finca familiar. Su padre, también llamado John Hatch Synge, era un abogado que contrajo la viruela y murió en 1872 a los 49 años. La madre de Synge, que tenía sus propios ingresos por unas tierras en Condado de Galway, trasladó entonces a la familia a una casa junto a la de su madre en Rathgar, Dublín. Synge pasó una infancia feliz, jugando y desarrollando su interés por la ornitología junto a las orillas del río Dodder y en los terrenos del castillo Rathfarnham, lugares que estaban los dos muy cercanos, y durante las vacaciones familiares en el lugar de vacaciones costero de Greystones, Wicklow y la finca de la familia en Glanmore.
Synge recibió una educación privada en escuelas de Dublín y Bray y estudió piano, flauta, violín, teoría musical y contrapunto en la Real Academia Irlandesa de Música. Era un estudiante con talento y ganó una beca en contrapunto en 1891. La familia se trasladó al suburbio de Kingstown (hoy Dún Laoghaire) en 1888. Synge entró en el Trinity College de Dublín al año siguiente, graduándose con licenciatura en 1892. En la universidad, estudió irlandés y hebreo; continuó sus estudios musicales y tocando con la orquesta de la academia en conciertos en los Salones Antient Concert.
Igualmente se unió al Club de Campo de Naturalistas de Dublín y leyó a Charles Darwin, desarrollando un interés en antigüedades irlandesas y en las Islas de Aran. En 1893, publicó su primera obra conocida, un poema influido por Wordsworth, en Kottabos, A College Miscellany. Su lectura de Darwin coincidió con una crisis de fe y por esta época, Synge abandonó la religión protestante en la que había sido educado.

## El escritor emergente
Después de graduarse, Synge decidió que quería ser un músico profesional, y marchó a Alemania a estudiar música. Estuvo en Coblenza en 1893 y luego se trasladó a Wurzburgo en enero del año siguiente. En parte porque era tremendamente tímido para actuar en público, y en parte porque tenía dudas sobre su propia capacidad, Synge decidió abandonar la carrera musical y seguir sus intereses literarios. Regresó a Irlanda en junio de 1894 y se trasladó a París en enero del año siguiente para estudiar literatura e idiomas en la Sorbona.
Durante sus vacaciones de verano familiares en Dublín, conoció y se enamoró de Cherrie Matheson, amiga de su primo y miembro de los Hermanos de Plymouth. Le propuso matrimonio en 1895 y de nuevo al año siguiente, pero ella lo rechazó en ambas ocasiones debido a sus diferentes puntos de vista religiosos. Este rechazo afectó mucho a Synge y reforzó su determinación de pasar el mayor tiempo posible fuera de Irlanda.
En 1896 visitó Italia para estudiar el idioma durante un tiempo antes de regresar a París. Más tarde, ese mismo año, conoció a William Butler Yeats, quien le animó a vivir durante un tiempo en las islas Aran y regresar después a Dublín y dedicarse al trabajo creativo. Pasó también algún tiempo en el círculo de Maud Gonne en París, pero pronto se apartó de ellos. También escribió bastante crítica literaria para Irlande Libre de Gonne, y otros periódicos, así como poemas y prosa inéditos en un decadente estilo fin de siècle. Estos escritos con el tiempo fueron reunidos en los años 1960 para sus Obras completas. También acudió a conferencias en la Sorbona por el destacado erudito celta Henri d’Arbois de Jubainville.

## Las islas Aran

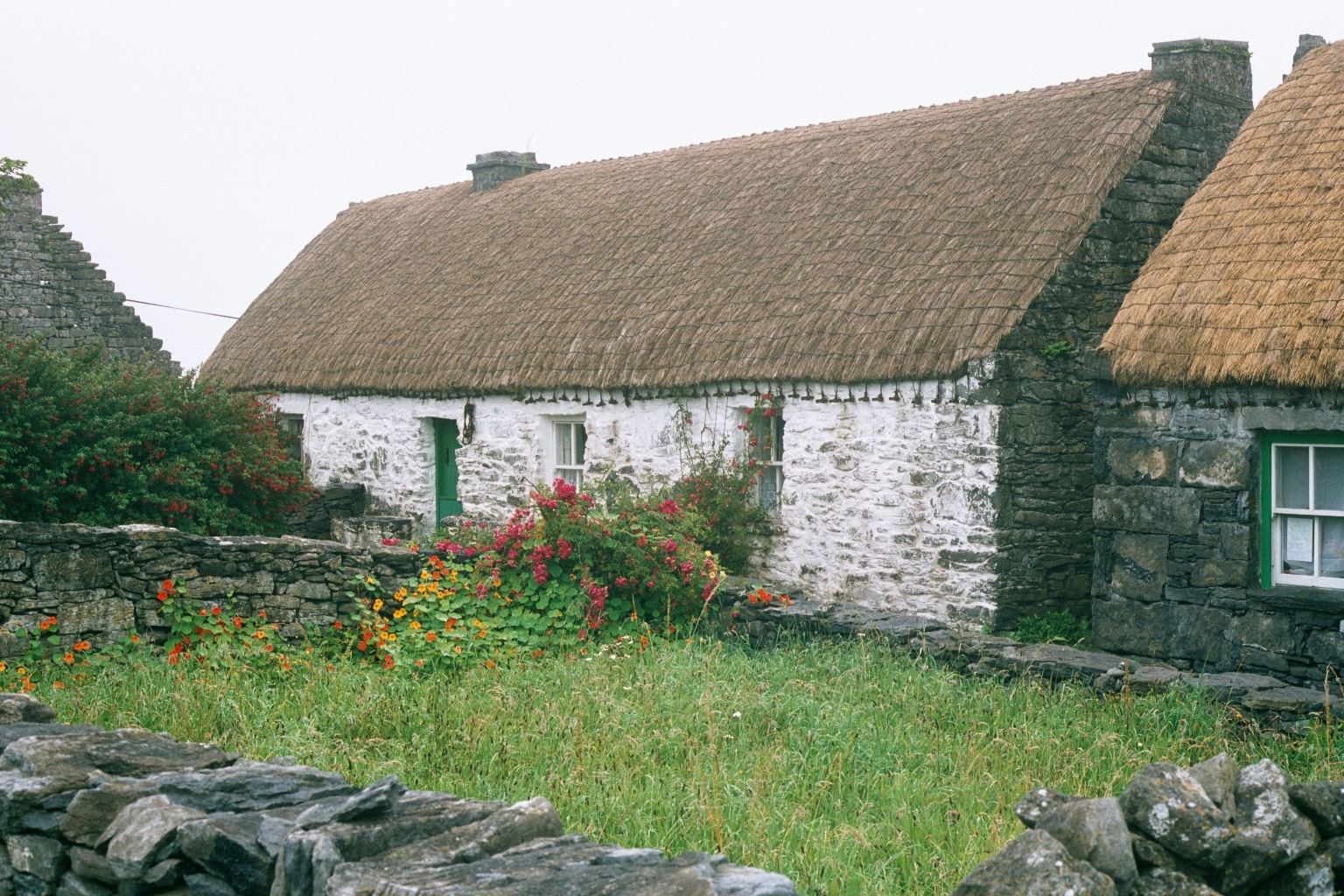
Casita de Synge en Inishmaan, hoy convertida en museo.

Synge padeció el primer ataque de la enfermedad de Hodgkin en 1897 y le fue extirpado un ganglio del cuello. Al año siguiente pasó el verano en las islas Aran, visitando Coole Park, casa de Lady Gregory, donde se encontró con Yeats y Edward Martyn. Pasó los cinco veranos siguientes en las islas, recopilando historias y folclore y perfeccionando su irlandés, mientras continuaba viviendo en París durante la mayor parte del resto del año. También visitó Bretaña con regularidad. Durante este período, Synge escribió su primera obra dramática, When the Moon has Set. Se la envió a Lady Gregory para el Teatro Literario Irlandés en 1900, pero ella lo rechazó y la obra no se publicó hasta su aparición en las Obras completas.
Su primer relato sobre la vida en las islas se publicó en el New Ireland Review en 1898. Las Islas Aran es un diario que alcanza el tamaño de un libro; lo acabó en 1901 y se publicó en 1907 con ilustraciones de Jack Yeats. Este libro es una lenta reflexión sobre la vida en las islas y refleja la creencia de Synge de que bajo el catolicismo de los isleños era posible detectar un substrato de las antiguas creencias paganas de sus ancestros. Sus experiencias en Aran formarían la base de muchas de las obras dramáticas que Synge escribiría sobre la vida en comunidades campesinas o pescadoras de Irlanda.

## Primeras obras

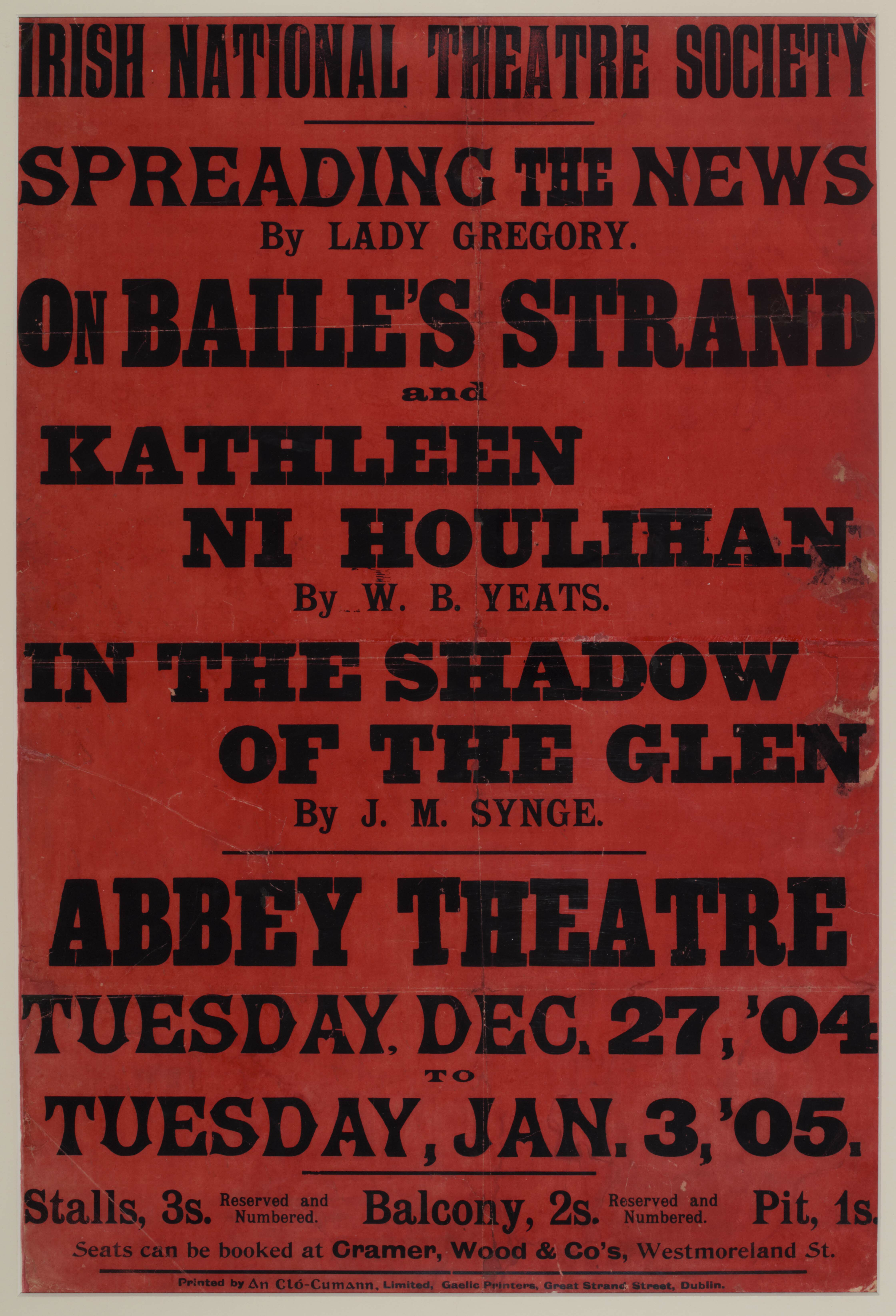
Póster del estreno en el Abbey Theatre de la obra de Synge In the Shadow of the Glen.

En 1903, Synge abandonó París y se marchó a Londres. Había escrito dos obras dramáticas en un acto, Jinetes al mar y La sombra del valle el año anterior. Estas consiguieron la aprobación de Lady Gregory y La sombra del valle se interpretó en Molesworth Hall en octubre de 1903. Jinetes al mar se interpretó en el mismo local al año siguiente. La sombra del valle, formó parte del programa para la inauguración del Abbey Theatre desde el 27 de diciembre de 1904 al 3 de enero de 1905.
Ambas obras estaban basadas en historias que Synge había recogido en las Islas Aran. La sombra del valle se basaba en la historia de una esposa infiel y fue atacada por escrito por el líder nacionalista irlandés Arthur Griffith como "una difamación de las mujeres irlandesas".  Jinetes al mar también fue atacado por los nacionalistas, esta vez por Patrick Pearse, que la despreció por la actitud del autor hacia Dios y la religión. A pesar de estos ataques, las obras forman parte hoy en día del canon del teatro en lengua inglesa. Una tercera obra en un acto, La boda del hojalatero fue esbozada por esta época, pero Synge no intentó que se representara en esta época, principalmente por una escena en la que un sacerdote es atado en un saco, lo que, tal como escribió al editor Elkin Mathews en 1905, podría probablemente disgustar "a una buena parte de nuestros amigos de Dublín".
Cuando se estableció el teatro Abbey, Synge fue nombrado asesor literario y pronto se convirtió en uno de los directores de la compañía, junto a Yeats y Lady Gregory. Su siguiente obra, El manantial de los santos se interpretó en el teatro en 1905, obteniendo de nuevo el rechazo de los nacionalistas, y de nuevo en 1906 en el Deutsches Theater en Berlín.

## Los disturbios porPlayboyy época posterior
La obra generalmente considerada como obra maestra de Synge, El playboy del mundo occidental, se interpretó por vez primera en el teatro Abbey en enero de 1907. Esta comedia centrada en la historia de un aparente parricidio también atrajo una hostil reacción del público. La ridiculizaron los nacionalistas, entre ellos Griffith, pues creían que el teatro no era suficientemente político. Describió la obra como "una historia vil e inhumana narrada en el lenguaje más obsceno que hemos escuchado nunca desde un escenario público". Con el pretexto de un desaire percibido sobre la virtud de las mujeres irlandesas en la línea "...un flujo de mujeres escogidas, en pie en ropa interior...", una significativa porción del público se alborotó, haciendo que el resto de la obra se representara como un espectáculo de mudos.
Yeats regresó desde Escocia para dirigirse a la multitud en la segunda noche, con unas declaraciones famosas: "de nuevo han hecho el ridículo, ¿es así como van a celebrar siempre la llegada de un genio irlandés?" y decidió llamar a la policía. La opinión de la prensa pronto se volvió contra los alborotadores y las protestas se fueron apagando. Otras fuentes indican que la cita 'han hecho el ridículo de nuevo, ¿es así como van a celebrar siempre la llegada de un genio irlandés?' es un discurso que Yeats lanzó a la audiencia del Abbey en 1926, durante la cuarta representación de la obra de Sean O'Casey, El arado y las estrellas. La primera vez que ellos 'hicieron el ridículo' sería con los disturbios por Playboy.
La boda del hojalatero se acabó en 1907 y se interpretó en Londres en 1909. Ese mismo año, Synge se prometió con la actriz del Abbey Molly Allgood.
Murió en la Casa de Reposo Elpis en Dublín. Sus Poems and Translations se publicaron por Cuala Press el 4 de abril con un prefacio por parte de Yeats. Yeats y Molly Allgood completaron la última obra de Synge, Deirdre de los pesares, y se representó por los actores del Abbey en enero de 1910 con Allgood en el papel principal.

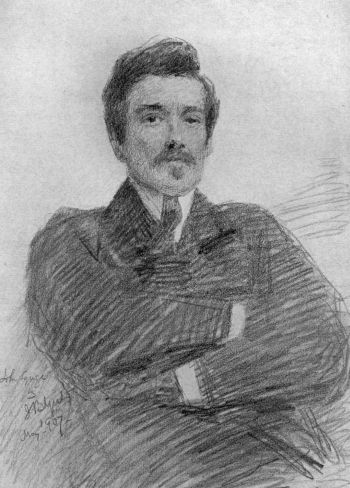
John Millington Synge.

## Legado

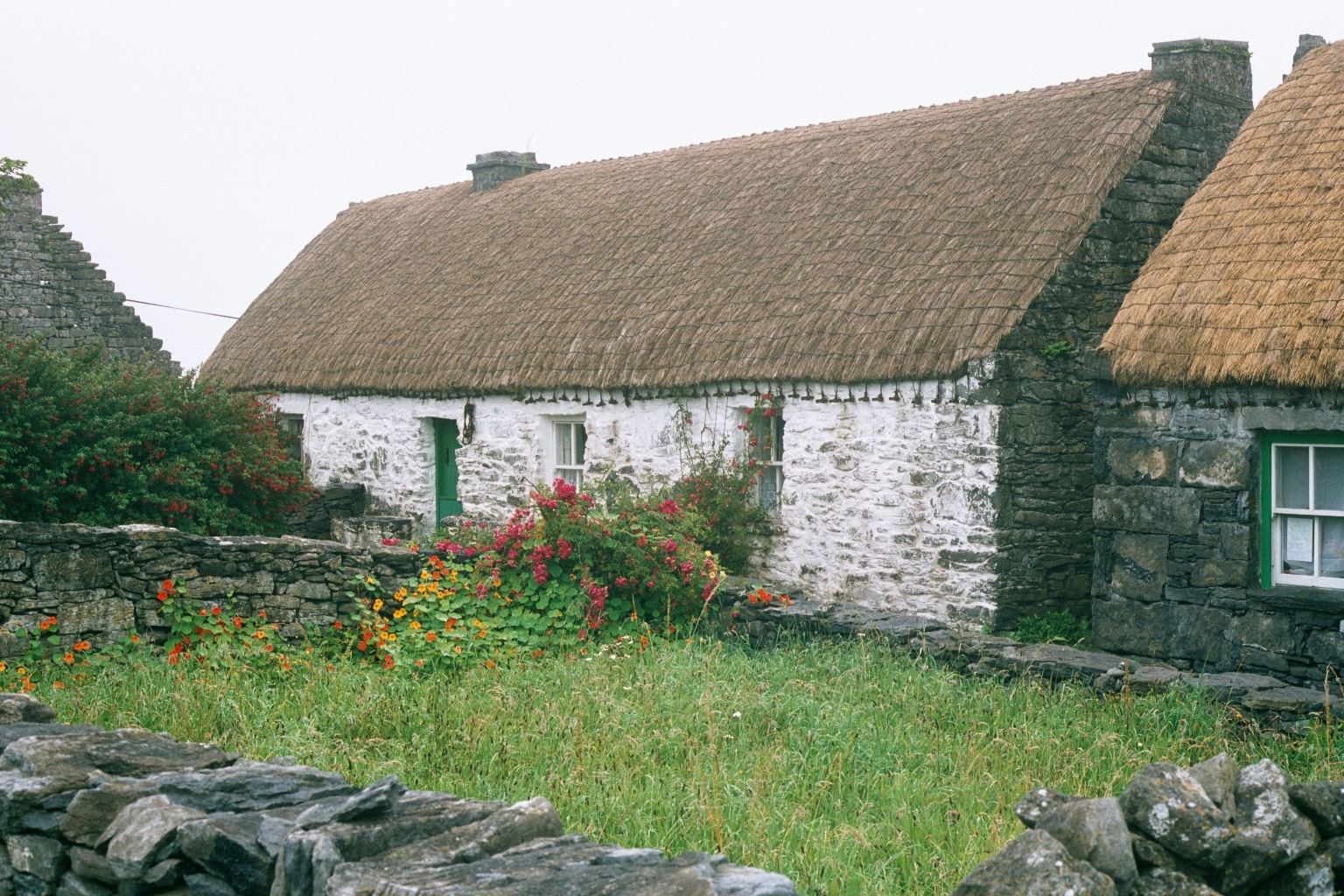
La cabaña donde se alojó Synge en Inis Meáin, ahora museo Teach Synge

Las obras de Synge ayudaron a establecer el estilo de la Abadía durante las siguientes cuatro décadas. El estilizado realismo de su escritura se reflejaba en el sistema de interpretación enseñado en la escuela del teatro, y las obras sobre vida campesina eran el principal ingrediente del repertorio hasta finales de los años 1950. Sean O'Casey, el siguiente dramaturgo principal que escribiera para el Abbey, conocía bien la obra de Synge e intentó hacer con las clases trabajadoras dublinesas lo que su predecesor había hecho con los pobres de pueblo. Por otro lado Bertolt Brecht creará la obra Los fusiles de la señora Carrar gracias a la obra Jinetes hacia el mar de Sygne.
Yeats dijo que Synge era "el mayor genio dramático de Irlanda". Aunque Yeats y Lady Gregory fueron "las piezas centrales del renacimiento teatral irlandés, fue Synge... quien dio al movimiento su calidad nacional..." Sus obras ayudaron a establecer el estilo dominante en el Abbey Theatre hasta la década de 1940. El estilizado realismo de su escritura se reflejó en la formación impartida en la escuela de interpretación del teatro, y las obras sobre la vida campesina fueron el principal elemento del repertorio hasta finales de la década de 1950. Sean O'Casey, el siguiente dramaturgo importante que escribió para la Abadía, conocía bien la obra de Synge e intentó hacer por las clases trabajadoras de Dublín lo que Synge había hecho por los pobres del campo. [Brendan Behan, Brinsley MacNamara y Lennox Robinson estaban en deuda con Synge.
La crítica Vivian Mercier se encontró entre los primeros que reconocieron la deuda de Samuel Beckett con Synge. Beckett era un miembro habitual del público que acudía a la Abadía en su juventud y admiró en particular las obras de Yeats, Synge y O'Casey. Mercier señala paralelismos entre las figuras de Synge de vagabundos, mendigos y campesinos, y muchos de los personajes de las novelas y obras dramáticas de Beckett.
La casa de campo de Synge en las islas Aran ha sido restaurada como atracción turística. Todos los veranos, desde 1991, se celebra una Escuela de Verano de Synge en el pueblo de Rathdrum, condado de Wicklow. Synge es el tema del documental de Mac Dara Ó Curraidhín de 1999, Synge agus an Domhan Thiar (Synge y el mundo occidental). [Joseph O'Connor]] escribió una novela, Luz fantasma (2010), basada libremente en la relación de Synge con Molly Allgood.
La correspondencia de Synge con su prima, la compositora Mary Helena Synge, está archivada en el Trinity College de Dublín.

## Obras
- La sombra del valle (In the Shadow of the Glen) (1903). Losada, Buenos Aires, 1959.
- Jinetes al mar (Riders to the Sea) (1904). Con el título de Jinetes hacia el mar, Losada, Buenos Aires, 1959.
- El manantial de los santos (The Well of the Saints) (1905). Losada, Buenos Aires, 1959.
- Las islas Arán (The Aran Islands) (1907). Alba Editorial, Barcelona, 2000.
- El playboy del mundo occidental (The Playboy of the Western World) (1907). Ha tenido otros títulos en diversas traducciones al español: El farsante más grande del mundo, Edición del carro de Tespis, Buenos Aires, 1959; El botarate del oeste, Losada, Buenos Aires, 1959; El saltimbanqui del mundo occidental, Aguilar, Madrid, 1963; El galán de Occidente.
- La boda del hojalatero (The Tinker’s Wedding) (1908). Losada, Buenos Aires, 1959.
- Poems and Translations (1909)
- Deirdre de los pesares (Deirdre of the Sorrows) (1910). Editorial Losange, Buenos Aires, 1954. Como Deirdre de los dolores, Losada, Buenos Aires, 1959.
- In Wicklow and West Kerry (1912)
- Obras completas (Collected Works of John Millington Synge, 4 vols., 1962-68),
  - Vol. 1: Poems (1962)
  - Vol. 2: Prose (1966),
  - Vols. 3 & 4: Plays (1968)